# شون وليامز (لاعب هوكي الجليد)
شون وليامز هو لاعب هوكي الجليد كندي، ولد في 28 يناير 1968 في أوشاوا في كندا.

## وصلات خارجية
- شون وليامز على موقع دوري الهوكي الوطني (الإنجليزية)
- شون وليامز على موقع قاعة مشاهير الهوكي (لاعب أن.إتش.أل) (الإنجليزية)
- شون وليامز على موقع EliteProspects.com (الإنجليزية)
- شون وليامز على موقع HockeyDB.com (الإنجليزية)
- شون وليامز على موقع Hockey-Reference.com (الإنجليزية)